# El Burgo
El Burgo és un poble de la província de Màlaga (Andalusia), que pertany a la comarca de la Sierra de las Nieves i és enclavat enmig del Parc Natural de Sierra de las Nieves.
La principal festa anual se celebra el 28 d'agost, dia del patró de la població Sant Agustí. Altres festes són: la Crema de Judes, que coincideix amb el diumenge de Resurrecció de Setmana Santa., el romiatge de la Verge de les Neus, que es festeja el primer cap de setmana del mes d'agost, i les festes de carnaval al febrer.